# Chessmetrics
Chessmetrics er et system til bedømmelse af skakspillere udviklet af Jeff Sonas. Det er tænkt som en forbedring i forhold til Elo-rating.
Der er i systemet medregnet resultatet af stort set alle skakpartier mellem stormestre siden 1850. Mest kendt er forsøget på at finde alletiders stærkeste skakspiller.[kilde mangler]